# Kurt Aspelin
Kurt Frithiof Gunnar Aspelin, född 28 augusti 1929 i Lund, död 30 december 1977 i Göteborg, var en svensk litteraturvetare.

## Biografi
Aspelin disputerade 1967 i litteraturhistoria vid Göteborgs universitet och blev samma år docent där. Han verkade inom litteratursociologin utifrån marxistisk litteraturteori, och kom under 1970-talet att bli en viktig introduktör av strukturalistiska, semiotiska och anti-biografiska teorier från den tidens europeiska litteraturvetenskap (särskilt i Textens dimensioner, 1975); han var en av de första svenska litteraturvetare som uppmärksammade t.ex. Umberto Eco och Gilles Deleuze som text- och litteraturteoretiker.  Han skrev också kulturartiklar i Ny Dag 1947–1960 och i Aftonbladet från 1962 samt teaterkritik i Arbetartidningen 1949–1956.
Aspelin var son till professorn i filosofi Gunnar Aspelin och bror till konstnären Gert Aspelin. Kurt Aspelin är gravsatt i minneslunden på Västra kyrkogården i Göteborg. Till hans minne grundades Kurt Aspelins minnesfond, som årligen utdelade ett stipendium "till yngre forskare som verkar i litteraturvetarens anda" mellan 1978 och 2019.

## Verk (urval)
- Poesi och verklighet. 1, Några huvudlinjer i 1830-talets svenska kritikerdebatt, diss. (Norstedts, 1967)
- Timon från Aten : ett drama, en uppsättning, ett möte med publiken (Cavefors, 1971)
- Spår : studier kring litteratur, samhälle och idéer (PAN/Norstedt, 1974)
- Textens dimensioner : problem och perspektiv i litteraturstudiet (PAN/Norstedt, 1975)
- Poesi och verklighet. D. 2, 1830-talets liberala litteraturkritik och den borgerliga realismens problem (Norstedts, 1977)
- Studier i C.J.L. Almqvists författarskap åren kring 1840 (Norstedts, 1979–1980)
- Vägval : kritik och presentationer, red. Inga-Lill Aspelin och Tomas Forser (PAN/Norstedt, 1980)

Antologier
- Marxistiska litteraturanalyser, red. Kurt Aspelin (PAN/Norstedt, 1970)
- Form och struktur : texter till en metodologisk tradition inom litteraturvetenskapen, red. Kurt Aspelin och Bengt A. Lundberg (PAN/Norstedt, 1971)
- Positivism, marxism, kritisk teori : riktningar inom modern vetenskapsfilosofi, red. Kurt Aspelin och Tomas Gerholm (PAN/Norstedt, 1972)
- Roman Jakobson: Poetik och lingvistik : litteraturvetenskapliga bidrag, red. Kurt Aspelin och Bengt A. Lundberg (PAN/Norstedt, 1974)
- Vetenskap som kritik : en introduktion till Frankfurtskolans aktuella positioner, red. Kurt Aspelin och Tomas Gerholm (PAN/Norstedt, 1974)
- Tecken och tydning : till konsternas semiotik, red. Kurt Aspelin och Bengt A. Lundberg, (PAN/Norstedt, 1976)
- Teaterarbete : texter för teori och praxis, red. Kurt Aspelin, (PAN/Norstedt, 1977)

Översättningar
- Ethel och Julius Rosenberg: Breven från dödscellen: Ethel och Julius Rosenbergs brev (Death House Letters, 1953) (Clarté, 1961)
- Tzvetan Todorov: "Berättelsens grammatik" ("La grammaire du récit", 1968), i Modern litteraturteori : från rysk formalism till dekonstruktion. Del 2, red. Claes Entzenberg och Cecilia Hansson (Studentlitteratur, 1993)
- Roland Barthes: Bildens retorik (Rhétorique de l'image, 1964) (Bokförlaget Faethon, 2016)

## Priser och utmärkelser
- 1977 – Schückska priset